# Sierra Leone
Sierra Leone, plným názvem Republika Sierra Leone, je přímořský stát v západní Africe, ležící při pobřeží Atlantského oceánu na západě a jihu. Pevninskou hranici má na jihovýchodě s Libérií (306 km) a na východě a severu s Guineou (652 km). Sierra Leone v překladu znamená „lví hory“.

## Název
Země dostala v roce 1460 portugalské jméno Serra do Leão podle tvaru pobřežních hor připomínajících lví zuby. Po roce 1500 se na mapách objevila španělská obdoba názvu Sierra Leona.[zdroj?]

## Dějiny

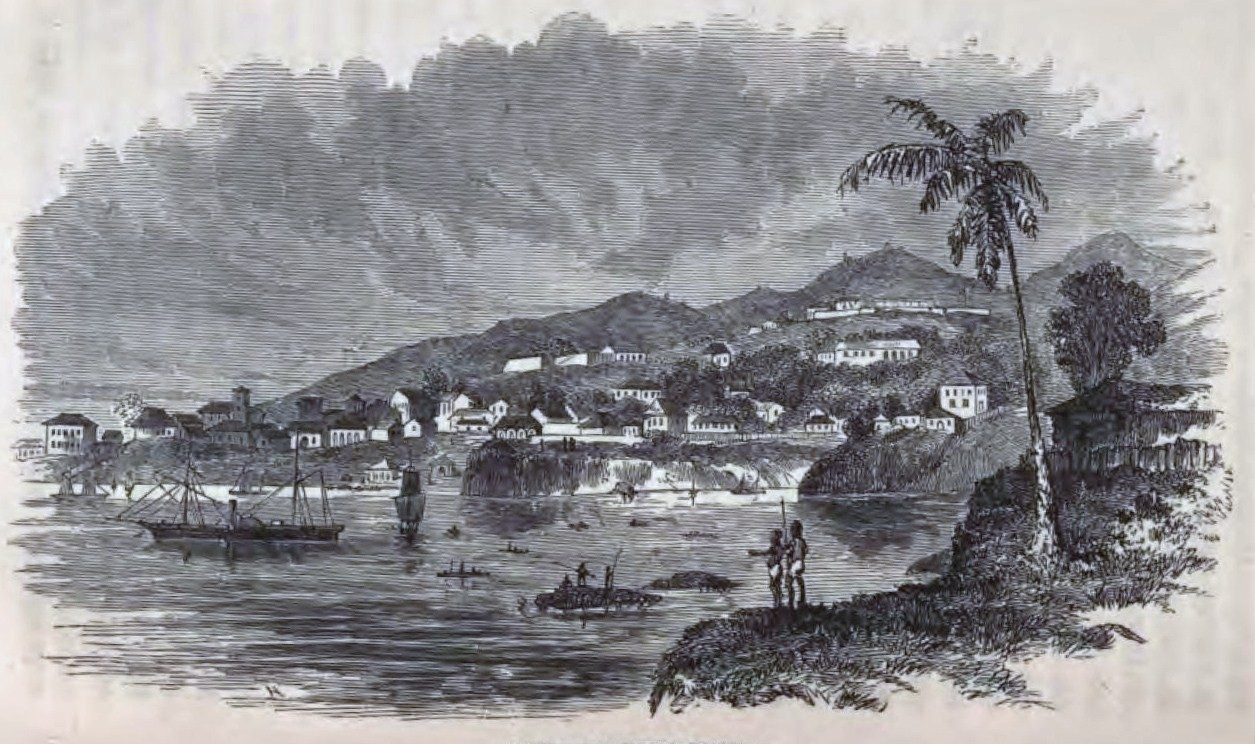
Kolonie Freetown v roce 1856

Nepřetržité osídlení na území Sierry Leone je doložené již z období před 2 500 lety. Od 9. století používaly zdejší kmeny železo a okolo roku 1000 se část z nich začala živit zemědělstvím. Hustý prales chránil místní obyvatele před expanzí mocných státních útvarů severozápadní Afriky, Ghanskou říší a později také jejími nástupci, říší Mali a Songhaj. Těžko sem tak pronikaly islámské vlivy ze severní Afriky. Při migraci velkého množství kmenů na počátku 15. století se na území Sierra Leone usadili dodnes dominantní kmeny Mendeů a Temneů.
Tato země byla jednou z prvních, kterou v západní Africe kontaktovali Evropané. Portugalský objevitel Pedro de Sintra, který k místnímu pobřeží připlul v roce 1462, pojmenoval zdejší pohoří Serra de Leao (italsky Sierra Leone) tedy Lví hory. Prý to bylo z důvodu, že mu zdejší pohoří připomínalo spící lvici. Dle jiných pramenů prý Portugalcům ozvěny hromů v místních skalách připomínaly řev lvů. Portugalci zde v roce 1495 založili přístav. Brzy je následovali Francouzi a Holanďané. Záhy se na pobřeží rozvinul obchod s otroky. Kromě otroků získávali evropští obchodníci od domorodých obyvatelů výměnou za kovové zboží a látky také slonovinu a tropické dřevo. V roce 1526 zakoupil Angličan John Hawkins 500 místních otroků, načež je odvezl do kolonií v Novém světě.[zdroj?]

### Doba kolonialismu

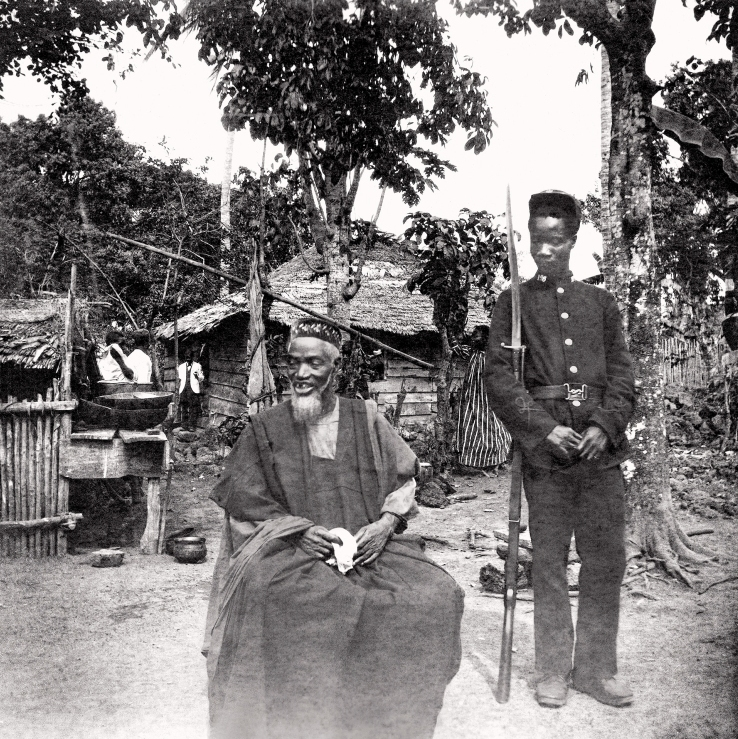
Vůdce kmene Temne Bai Bureh zachycený v roce 1898 na fotografii po své kapitulaci, sedící uvolněně ve svých tradičních šatech a s kapesníkem v ruce, zatímco královský západoafrický pohraničník drží vedle něj hlídku

V roce 1787 založili britští abolicionisté v Sieře Leone přístav Freetown, svobodné město, kde byli usazeni osvobození černí otroci z Anglie, kolonií Spojeného království v severní Americe a jiných částí Afriky. Tito osvobození černoši byli známí jako Krio. O pět let později v roce 1792 se Sierra Leone stala jednou z prvních britských kolonií v západní Africe.
Po všeobecném zákazu otrokářství v roce 1807 začali na území Sierry Leone proudit další osvobození otroci a význam této britské kolonie v západní Africe dál vzrůstal. Významně Freetown rozšířili otroci, kteří sem byli převezení v roce 1800 z Jamajky. Po roce 1840 již v zemi sídlilo na 40 000 osvobozených otroků. Britové využívali Freetown jako námořní základnu pro protiotrokářské hlídky a v roce 1808 učinili ze Sierry Leone svou královskou kolonii. Mezi lety 1821 až 1874 zde sídlil britský guvernér, který kromě Sierry Leone spravoval také britské osady v Ghaně a Gambii.
Významnou událostí bylo založení univerzity Fourah Bay College v roce 1827, která jako jediná vysoká škola v oblasti přitahovala mnoho anglicky hovořících studentů. Stejně jako v sousední Libérii došlo i zde k jisté separaci a vymezování osvobozených „probritských“ Kriů proti zbytku domorodého obyvatelstva. Ozbrojený odpor kmenů Mende a Temne proti britské nadvládě vyvolalo vyhlášení protektorátu v roce 1896 a následná snaha vládních orgánů o zavedení „daně z chýše“. Nejvýznamnější vzpourou proti britské nadvládě bylo povstání Hut Tax z roku 1898, v jehož čele stál Bai Bureh. Povstání bylo Brity po čtyřech měsících potlačeno, Bai Bureh byl odeslán do vyhnanství a 96 jeho lidí bylo pověšeno.
Dekolonizaci Sierry Leone zahájili Britové v roce 1951, kdy zavedli v zemi ústavu. O dva roky později byla vytvořena ministerská správa v čele se sirem Miltonem Margaiem. Margai se v roce 1960 stal ministerským předsedou.[zdroj?]

### Období nezávislosti
Po druhé světové válce následovala Sierra Leone další bývalé britské kolonie a 27. dubna 1961 získala nezávislost a statut člena Britského společenství národů. Byl zaveden parlamentní systém a prvním ministerským předsedou se stal Milton Margai, který stanul v čele dominantní Sierraleonské lidové strany (Sierra Leone Peoples Party – SLPP).
Již první roky nezávislosti však přinesly politickou nestabilitu a násilné převraty poté, když v roce 1964 zemřel zakladatel samostatného státu Sierry Leone, Milton Margai. Jeho bratr Albert Margai zemi jako ministerský předseda spravoval do roku 1967, kdy se konaly parlamentní volby, v nichž zvítězil Všelidový kongres (All People's Congress – APC) Siaka Stevense. Margai i Stevens však byli uvězněni brigádním generálem Davidem Lansanou, kterého ovšem vzápětí odstranili jeho armádní nadřízení z Národní reformační rady (NRC). I ty ovšem potkal podobný osud. Siaka Probyn Stevens se mohl v dubnu 1968 vrátit do úřadu předsedy vlády. V letech 1971 a 1974 se konaly další pokusy o puč. Stevens byl od roku 1971 prezidentem Sierry Leone a od roku 1977 se těšil plné podpoře parlamentu poté, co se konkurenční Lidová strana Sierry Leone připojila k APC. Rok 1977 provázely studentské demonstrace proti zkorumpované vládě a zpronevěřování fondů. V roce 1978 došlo ke změně ústavy, přičemž byly zakázány všechny strany kromě vládní APC. Jednobarevné volby se pak konaly v roce 1981.

### Občanská válka

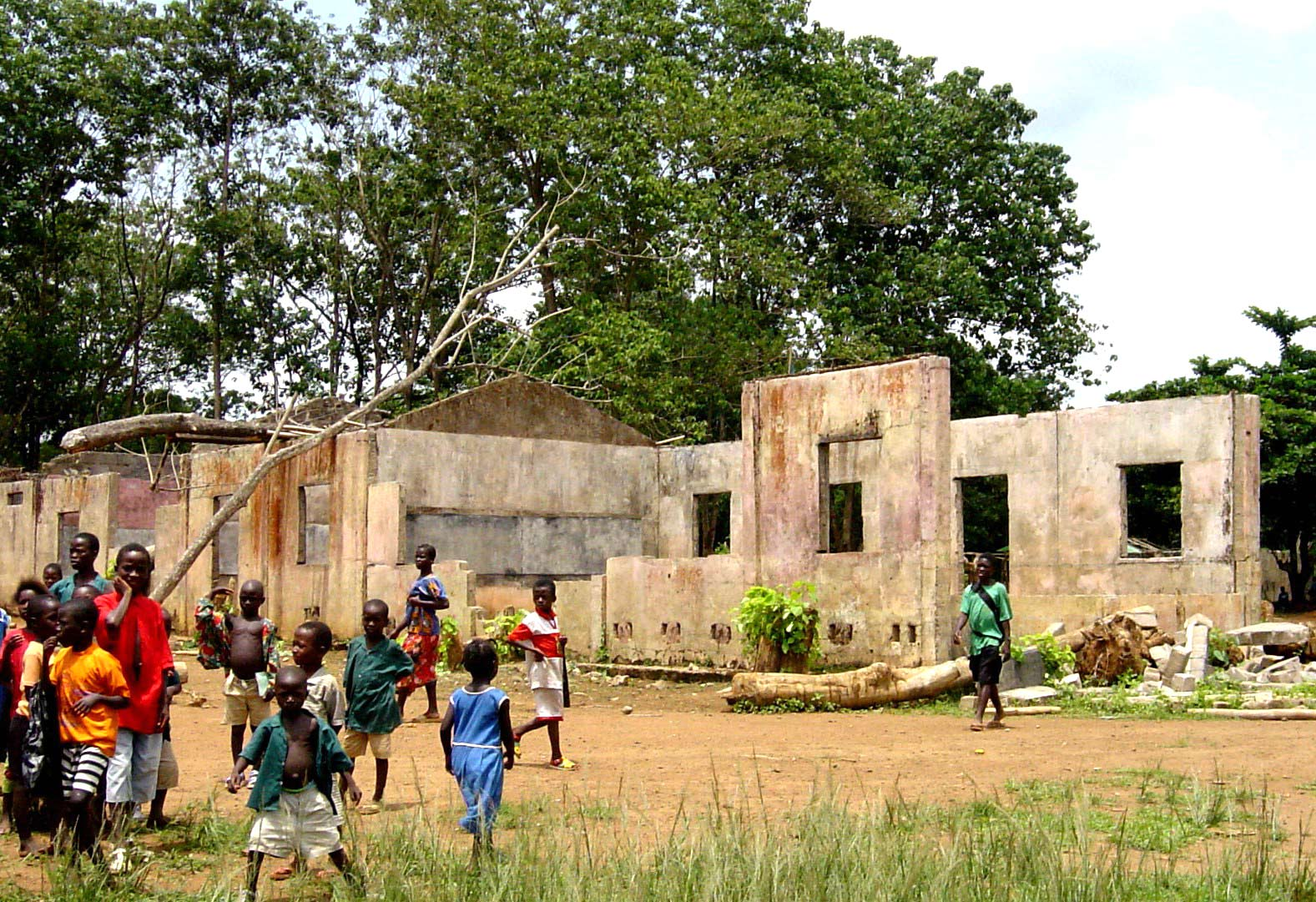
Škola v Koindu zničená za občanské války; celkem bylo za války zničeno 1 270 základních škol.

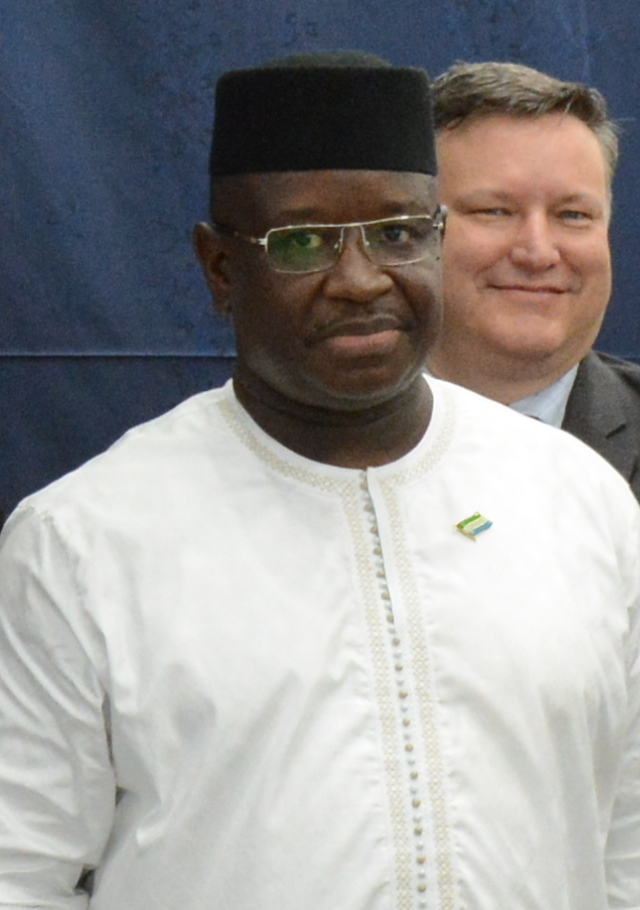
Nový prezident Sierry Leone od roku 2018

V roce 1985 Siaka Stevens odstoupil a na jeho místo byl z vůle samotného Stevense dosazen jeho generálmajor Joseph Saidu Momoh. Momoh se poté pokusil o některé ústavní reformy, které by vedly k větší demokratičnosti a pluralitě systému. Nová ústava byla přijata v červenci 1991. Již na jaře téhož roku ovšem vypuklo ve východní části země při hranicích s Libérií ozbrojené povstání Jednotné revoluční fronty (RUF) kapitána Fodaye Sankoha. RUF složená původně z bývalých členů ozbrojené skupiny Charlese Taylora či bojůvek z Burkina Faso byla podporovaná ze sousední Libérie a brzy se jí podařilo ovládnout strategicky významné diamantové doly v okresu Kono.
Armáda se nejprve snažila bránit ústřední vládu, ale poté se sama obrátila proti ní. 29. dubna 1992 proběhl úspěšný ozbrojený převrat a prezident Momoh byl donucen uniknout do Guineje. Kapitán Valentine Strasser, vůdčí osobnost puče, poté ovládl Prozatímní národní vládnoucí radu (National Provisional Ruling Council – NPRC), avšak v boji s povstalci RUF prokázal stejnou neschopnost jako Momohova vláda. RUF se do roku 1995 zmocňuje většiny země a oblehne hlavní město Freetown. Vláda tehdy v kritické chvíli najmula několik stovek zahraničních žoldnéřů, kteří situaci opět otočili ve prospěch NPRC. Ta byla pod domácím i mezinárodním tlakem donucena uspořádat všeobecné volby v roce 1996, které do prezidentského úřadu vynesly diplomata Ahmada T. Kabbaha.[zdroj?]
Dohodou z Abidžanu z listopadu 1996 vznikl křehký smír mezi vládou a RUF. Kabbaha ovšem již v květnu 1997 svrhla Revoluční rada ozbrojených sil (Armed Forces Revolutionary Council – AFRC) pod vedením podplukovníka Johnnyho Paula Koromy. Nová vláda s RUF spolupracovala a dohodla jisté sdílení pravomocí. Sesazený prezident Kabbah byl znovudosazen po úspěšné intervenci nigerijských sil ECOMOG (zkratka pro ECOWAS Monitoring Group) v roce 1998. Intervenci předcházelo embargo Rady bezpečnosti OSN na dovoz pohonných hmot a zbraní a jednání mezi vůdci junty a zástupci ECOWASu, které ovšem nevedlo k žádaným výsledkům.
V lednu 1999 se uskutečnil další, tentokrát neúspěšný pokus RUF svrhnout prezidenta Kabbaha, při kterém povstalci Foday Sankoha dočasně obsadili část hlavního města, kde se dopouštěli masových vražd a mrzačení obyvatel. Mezi Kabbahem a Sankohovými povstalci se 7. července 1999 podařilo vyjednat mír – mírovou dohodu z Lomé. Ta umožnila zapojení ozbrojenců do státní správy; například Foday Sankoh tak získal významný vládní post, umožňující kontrolu nad těžbou diamantů. Zejména RUF ovšem dohodu z Lomé porušovala. Její čelní představitelé byli zatčeni a zbaveni správních funkcí po událostech z května 2000, kdy bylo ozbrojenci RUF zastřeleno několik účastníků demonstrace proti porušování smlouvy z Lomé. Četným útokům byly vystaveny rovněž jednotky OSN, které od listopady 1999 měly dohlížet na plnění závazků z Lomé. Bylo tedy třeba sjednat další smlouvu, k čemuž došlo v listopadu 2000 v Abuje. Navíc bylo třeba znovu nastartovat projekt Odzbrojení, demobilizace a znovuzačlenění povstaleckých vojáků do společnosti (Disarmament, Demobilization and Reintegration, DDRR), který byl začleněn již do dohody z Lomé. Útoky RUF nicméně pokračovaly, povstalci se blížili k hlavnímu městu a situace se dále komplikovala, když do Sierry Leone vstoupila vojska Guineje, aby zničila základny RUF, které byly využívány i pro aktivity RUF na území Guinejské republiky. Velká Británie do země vyslala své jednotky za účelem evakuace osob pod konzulární ochranou Spojeného království. Teprve druhá dohoda z Abuji z května 2001 situaci uklidnila. Oficiálně ohlásil ukončení občanské války v zemi prezident Kabbah až v lednu 2002.

### Současnost
V květnu 2002 dosáhla strana SLPP v prezidentských i parlamentních volbách drtivého vítězství, načež je Kabbah jmenován prezidentem na dalších pět let. Téhož roku se ze země stahuje většina britských vojáků i pracovníků UNAMSILu a je zřízen Zvláštní soud pro Sierru Leone (Special Court for Sierra Leone – SCSL), který dostal za úkol prošetřit a potrestat válečné zločiny a zločiny proti lidskosti, které se v průběhu občanské války v zemi odehrály.

## Státní symboly

### Vlajka
Sierraleonská vlajka je tvořena listem o poměru stran 2:3 se třemi vodorovnými pruhy v barvách zelené, bílé a blankytně modré.

### Hymna
Sierraleonská hymna je píseň High We Exalt Thee, Realm of the Free (česky Oslavíme tě, svobodná země). Text napsal Clifford Nelson Fyle a píseň složil John Akar.

## Geografie

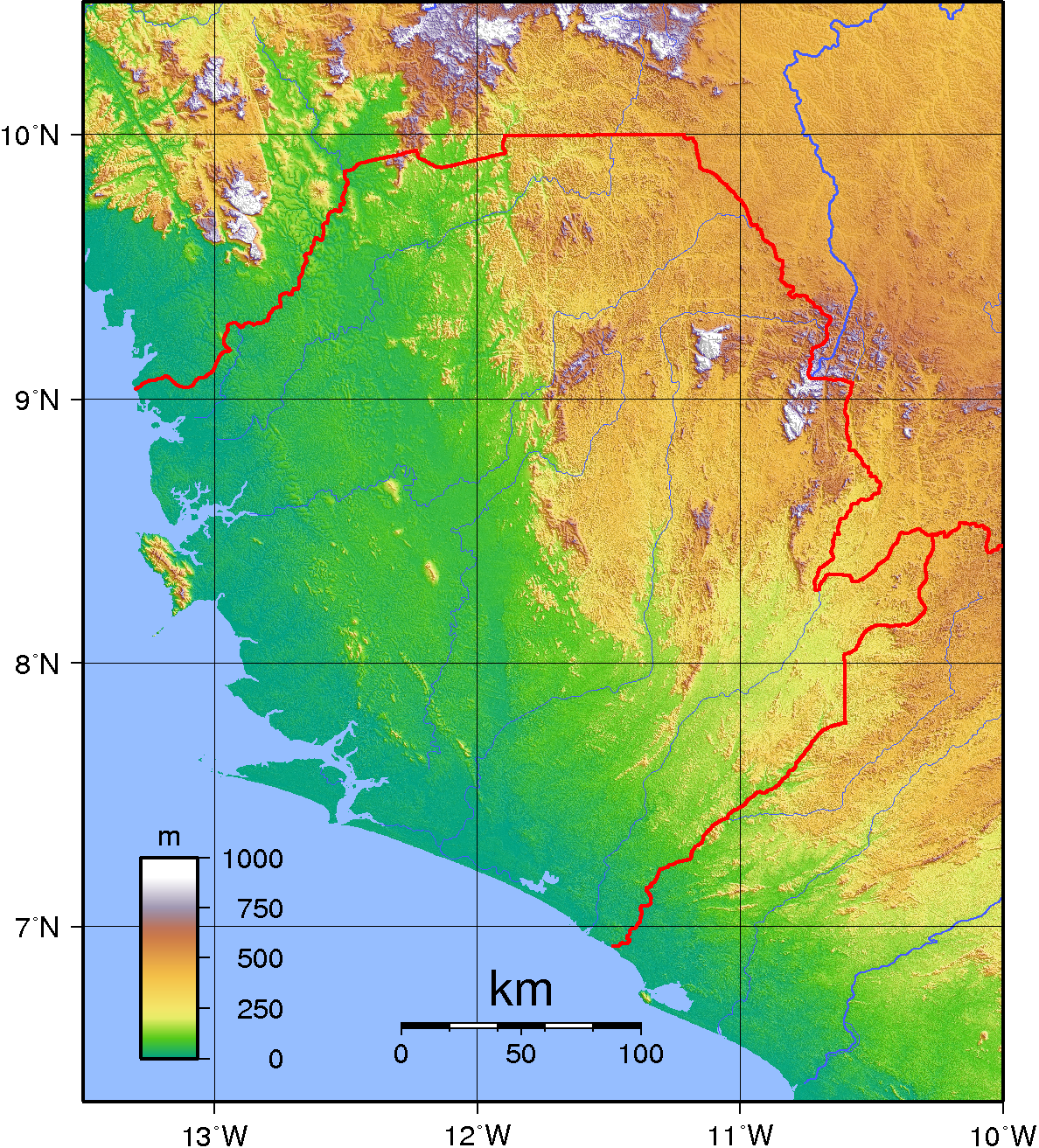
Topografická mapa Sierry Leone

Sierra Leone se nachází na západním pobřeží Afriky mezi sedmou a desátou severní rovnoběžkou. Na severu a severovýchodě tento stát o rozloze 71,740 km2 sousedí s Guineou a na východě a jihovýchodě s Libérií. Zvlněný povrch země se zvedá směrem k severní hranici. Podél pobřeží se táhne nížinný pás bažin s lagunami a mangrovovým pralesem, za nímž se rozprostírá široká a úrodná aluviální nížina. Ve vnitrozemí převládají savany a tropické deštné lesy. Severovýchod země patří do Guinejské vysočiny a zde také leží nejvyšší bod země Loma Mansa měřící 1948 m n. m.[zdroj?]
Říční síť v zemi je hustá. Většina řek protékající zemí pramení v Guineji. Mezi největší toky patří řeky Jong, Mano, Rokel, Kaba, Sewa Kolenté či Moa. Řeka Mano tvoří část hranice s Libérií a řeka Kolenté odděluje na severozápadě Sierru Leone od Guineje.[zdroj?]
Podnebí v zemi je tropické, vlhké s vysokými teplotami. V hlavním městě Freetownu je průměrná teplota nejteplejšího měsíce dubna 28 °C a nejchladnějšího července 25 °C . Nejvíce srážek spadne na západě při pobřeží a to 5500 mm. Ve vnitrozemí naprší v průměru 2000–2500 mm srážek. Období dešťů trvá v zemi od května do října.

## Politický systém
Sierra Leone je prezidentskou republikou, v jejímž čele v současnosti stojí prezident Julius Maada Bio. Výkonná moc leží v rukou přímo voleného prezidenta a jeho kabinetu. Prezident je hlavou státu a vlády a vrchním velitelem ozbrojených sil a policie. Parlament má legislativní funkci. Tento systém byl zaveden změnou ústavy v roce 1991.[zdroj?]

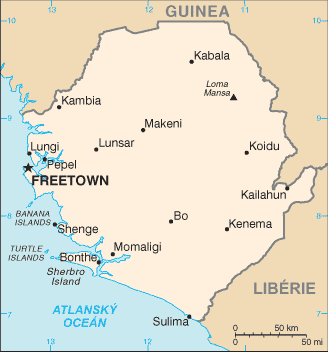
Mapa Sierry Leone

### Administrativní rozdělení
Země se dělí na 4 provincie – Eastern Province, North Western Province, Northern Province a Southern Province a jedno území Western Area. Tyto provincie jsou dále rozděleny na 12 distriktů – Bombali District, Koinadugu District, Tonkolili District, Port Loko District, Kambia District, Kenema District, Kono District, Kailahun District, Bo District, Bonthe District, Moyamba District a Pujehun District a Western Area na 2 distrikty – Western Area Urban District a Western Area Rural District.[zdroj?]

### Největší města

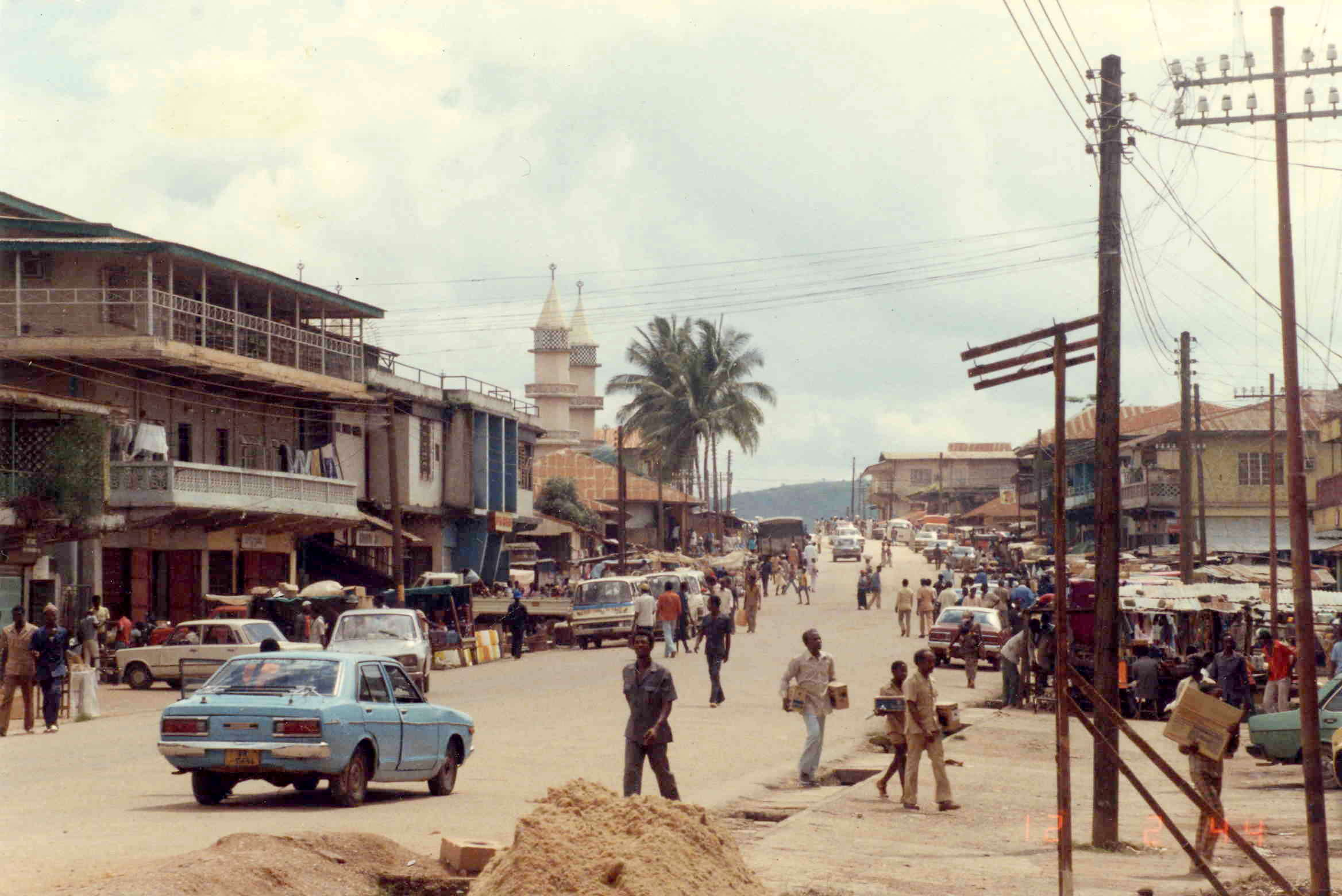
Hlavní ulice v městě Koidu (okolo r. 1980)

1. Freetown – 853 000 obyvatel
2. Bo – 233 000 obyvatel
3. Kenema – 182 000 obyvatel
4. Makeni – 109 000 obyvatel
5. Koidu – 92 000 obyvatel

## Ekonomika
Ekonomika Sierra Leone trpí dlouhodobými vnitřními politickými konflikty, které brání pozitivním změnám. Většinu strategických podniků kontrolují evropští a asijští investoři nebo menší podnikatelé. Mezi hlavní zdroje příjmů země patří tropické lesy s vyhledávanými druhy tvrdého dřeva, také nerostné suroviny a rybolov.[zdroj?]
Sierra Leone je rozvojový stát s významným těžebním průmyslem. Těží se rutil, diamanty, bauxit, zlato a ilmenit. Nacházejí se zde světové zásoby rutilu, ze kterého se získává titan. Ze zisků z prodeje diamantů se financuje nákup zbraní, proto se často označují jako „krvavé diamanty“. V období let 2000–2003 platilo embargo na jejich vývoz vyhlášené Radou bezpečnosti OSN[nedostupný zdroj]. Význam má těžba dřeva. Pěstují se rýže, maniok, batáty, palmová jádra a olej, podzemnice olejná, káva, kakao a ovoce. Z živočišné výroby má význam rybolov, chov skotu, ovcí a drůbeže. V zemi je prakticky jen silniční doprava, železniční je velmi řídká. Průmysl je slabě rozvinutý, zpracovávají se hlavně zemědělské produkty a dřevo.[zdroj?]

### Infrastruktura
Britové na území státu postavili železnici ještě v roce 1908, z níž se ale zachovalo pouze torzo. V roce 1971 byla tato železnice odstavena. Cesty tvoří zhruba 6750 km, mnohé z nich jsou však zničeny po občanské válce a opravují se. Část dopravy je vykonávána po vodní cestě. Přístav ve Freetownu je považován za jeden z největších v západní Africe. Mezinárodní letiště se nachází ve městě Lungi vzdálené cca 2 hodiny autem od Freetownu. V Sierra Leone se jezdí vpravo.[zdroj?]

## Obyvatelstvo

Hlavní etnické skupiny v zemi

V roce 2013 žije v Sieře Leone přibližně 6 190 000 obyvatel. Populace je mladá a přes 40 % lidí v zemi je mladších 15 let. Téměř dvě třetiny obyvatel žijí na venkově.[zdroj?]
Hlavními etniky v Sieře Leone jsou zástupci kmenů Mende, Temne, Bulomo, Limbo a další.
71 % obyvatel Sierry Leone jsou muslimové, 27 % křesťané a 2 % příslušníci tradičních afrických náboženství.